# Cymopterus newberryi
Cymopterus newberryi là một loài thực vật có hoa trong họ Hoa tán. Loài này được (S.Watson) M.E.Jones mô tả khoa học đầu tiên năm 1893.

## Hình ảnh

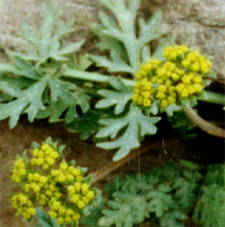